# Fred Goldbeck
Friedrich Ernst (Fred/Freddy/Frederik) Goldbeck (Den Haag, 13 februari 1902 – Parijs, 3 oktober 1981) was een Frans dirigent en musicoloog van Nederlandse komaf.
Hij is zoon van de in Duitsland geboren Bernhard Goldbeck, van 1893 tot 1915 directeur-generaal van het Maatschappij Zeebad Scheveningen en promotor van concerten van de Philharmonie in het Kurhaus, en de Haagse violiste Céline Marianne Bles. Hijzelf was getrouwd met pianiste Yvonne Lefébure. 
Hij kreeg zijn muziekopleiding van Ciampi (piano), Willem Mengelberg, René-Emmanuel Baton (directie) en Bernhard Sekles (compositie). Hij vertrok al vroeg naar Frankrijk (1924) en richtte daar het muziektijdschrift Contrepoint op, maar schreef ook voor Le Figaro en "Revue musicale". Als schrijver werd hij bekend met artikelen over het moderne repertoire, zoals werken van Ferruccio Busoni, Benjamin Britten Pierre Boulez, Iannis Xenakis. Britten en vriend Peter Pears waren kennissen van Céline Bles uit de tijd dat ze in Scheveningen verbleven. Zijn Nederlandse komaf vond men terug in promotie van de werken van Alphons Diepenbrock, Matthijs Vermeulen en Willem Pijper.
Van zijn hand verscheen een aantal boekwerken in Parijs.:
- Parfait chef d’orchestre (1952)
- Le rythme musical : rythmique, métrique (1954)
- Musique du son, musique du verbe (1954)
- Mort ou transfiguration de l’harmonie (1962)
- Des compositeurs au XXe siècle : France, Italie, Espagne (1988)

- Bibliothèque nationale de France: cb14796380j (data)
- Gemeinsame Normdatei: 116747900
- International Standard Name Identifier: 0000 0001 0938 7019
- Library of Congress Control Number: no92016739
- Nationale Bibliotheek van Israël: 987007354120905171
- Nederlandse Thesaurus van Auteursnamen: 072222492
- Système universitaire de documentation: 026895935
- Virtual International Authority File: 116803967
- WorldCat: E39PBJdGR8pth8qM4dqpBvYXVC